# Relations entre la France et la Roumanie
Les relations entre la France et la Roumanie sont des relations internationales s'exerçant au sein de l'Union européenne entre deux États membres de l'Union, la République française et la Roumanie. Elles sont structurées par deux ambassades, l'ambassade de France en Roumanie et l'ambassade de Roumanie en France.
Les deux pays sont membres de l'Organisation du traité de l'Atlantique nord (OTAN) et de l'Organisation internationale de la francophonie (OIF).

## Histoire
Les relations entre la Roumanie et la France sont des relations complètes, politiques, culturelles et économiques, bien qu'assez récentes historiquement, puisqu'elles ne deviennent officielles qu'avec la reconnaissance internationale de l'indépendance de la Roumanie en 1878.
Durant la Renaissance et surtout à partir du XVIIIe siècle les boyards et les princes des principautés roumaines de Moldavie et de Valachie ont des majordomes, secrétaires, précepteurs, cuisiniers, nourrices venus de France et influencés par l’esprit des Lumières ; la noblesse roumaine et la bourgeoisie des deux principautés commencent à devenir francophiles et francophones, phénomène qui culminera au début du XIXe siècle et perdurera jusqu’au milieu du XXe siècle,.
Durant cette période, des princes (Alexandru IV Lăpușneanu, Radu Șerban, Șerban Cantacuzène et Antioche Cantemir) et des lettrés fondent des académies (en 1561 à Cotnari en Moldavie, en 1603 à Târgoviște et en 1688 à Bucarest en Valachie, en 1707 à Jassy en Moldavie ; les princes Constantin Brâncoveanu et Dimitrie Cantemir accomplissent des réformes juridiques et fiscales dans un sens plus équitable, et en 1741, le hospodar Constantin Mavrocordato instaure en Valachie une Constitution (Marele Hrisov), avant d’abolir le servage en 1746 – 49 en Valachie et en Moldavie, où il règne successivement. Le Marele Hrisov a été publié in extenso dans le Mercure de France de juillet 1742. En 1780, la Pravilniceasca Condică, code juridique rédigé par le hospodar Alexandre Ypsilantis (ancêtre d’un autre Alexandre Ypsilántis célèbre en 1821) instaure la notion de citoyenneté. Le hospodar moldave Ioan Sturdza lève les restrictions religieuses légales en 1823, commence une réforme agraire en sécularisant les domaines ecclésiastiques, et émancipe les Roms,.
Si elles se méfient de la violence de la Révolution française, ces élites alors dites « moldo-valaques » sont en revanche séduites par les idées diffusées par les Français après la Révolution, et y voient la matrice émancipatrice d’une future nation roumaine indépendante. En français, ce sont Émile Ollivier, Edgar Quinet et Élisée Reclus qui, vers le milieu du XIXe siècle ont introduit dans le langage courant le gentilé « roumains », « roumaines », issu de l'endonyme de ces populations, à la place de Danubiennes, Valaques, Moldaves ou Moldo-Valaques.
Les révolutions roumaine et grecque de 1821 et européenne de 1848 soulèvent les deux principautés, contrairement à ce qu’indiquent les nombreuses cartes historiques non-roumaines qui, les prenant pour des provinces ottomanes, n’y marquent aucun signe de révolution locale, au motif que celle-ci n’a pas touché l’Empire turc. Les réformes du prince Ioan Sturdza, entre autres, sont des conséquences de la révolution de 1821. Ces réformes seront poursuivies après des interruptions par Alexandre Jean Cuza, et ne sont pourtant qu’un début : il faudra attendre 1921 pour voir disparaître, dans la législation roumaine, les dernières traces juridiques du statut spécifique des principautés roumaines aux marges de l’Empire ottoman. Toutefois, ces principautés étaient dotées de constitutions, pourvues de facultés et libérées du servage près d’un siècle avant les grands empires absolutistes voisins.

## Culture
Le rayonnement culturel de la France en Roumanie a largement ensemencé la renaissance culturelle roumaine dès le XVIIIe siècle mais se fit sentir surtout à partir de 1820, notamment chez les petits boyards, plus réceptifs à la culture républicaine française, car les plus proches des paysans que la grande noblesse roumaine ou que le prolétariat, alors encore en grande partie illettré. De nombreux fils de petits boyards furent alors envoyés étudier à Paris, notamment au lycée Louis-le-Grand et à la Sorbonne. En 1846, se créait, sous le patronage de Lamartine, la « Société des étudiants roumains ». De grands noms roumains en firent partie, comme Mihail Kogălniceanu, Constantin Alexandru Rosetti, Alexandru G. Golescu, Ștefan Golescu et Nicolae Golescu, Ion Brătianu et Dimitrie Brătianu. Jules Michelet et Edgar Quinet virent se presser les étudiants roumains dans leurs cours du Collège de France. La plupart furent, en outre, affiliés à la loge l'« Athénée des Étrangers »,,.
Dans les sciences et l'ingénierie, c'est en français que sont apparus, en Roumanie, les premiers livres spécialisés, termes et enseignants des techniques de l'ingénieur pendant le XIXe siècle.

## Politique

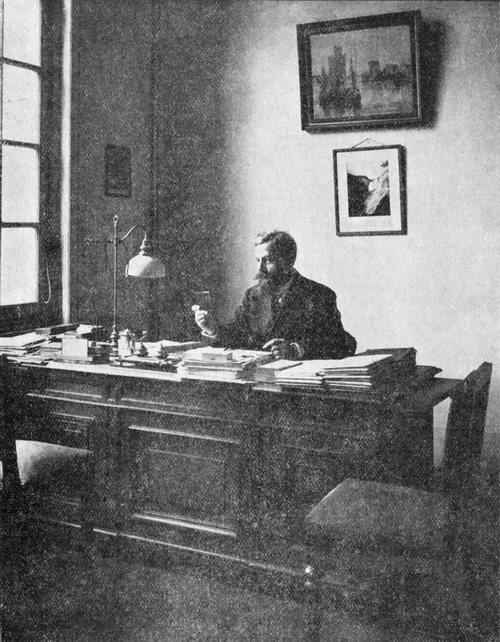
Emmanuel de Martonne (1873-1955)

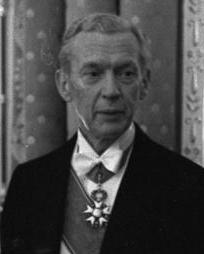
Maurice Couve de Murville (1907-1999)

Peuplées de roumanophones, alors dits « Valaques », les régions voisines des Carpates orientales et des bouches du Danube, qui se trouvent à la croisée de trois puissants empires absolutistes (empire d'Autriche, Empire russe et Empire ottoman) deviennent au cours des XVIIIe et XIXe siècles l'enjeu de leurs rivalités et le théâtre d'opérations de leurs guerres. À partir du règne de Napoléon III, la France cherche à insérer entre les Autrichiens, les Russes et les Turcs une « tête de pont » de sa propre influence, en jouant vis-à-vis de l'état roumain naissant le rôle d'un arbitre et d'un protecteur. Après des victoires terrestres et navales en mer Noire, à Alma, Balaklava, Inkerman, Traktir et Sébastopol, la France avait compensé politiquement l'échec militaire de Waterloo quelque 40 ans auparavant et Napoléon III concrétisait sa politique internationale de protection des peuples opprimés (en Italie, au Mexique, en Roumanie…).
Pour aider la Roumanie à émerger comme État et à se renforcer, la France employa deux moyens : les congrès internationaux pour dénouer toute crise dès son apparition et la consultation des populations concernées par voie de plébiscite en appliquant le droit des peuples à disposer d'eux-mêmes. C'est dans cette optique qu'au congrès de Paris de 1856 la France insista pour que l'indépendance de la Moldavie et de la Valachie vis-à-vis de la Russie soient reconnues, et pour que ce dernier rende à la Moldavie un territoire de 10 977 kilomètres carrés, la Bessarabie méridionale comprenant cinq villes : Bolhrad, Cahul, Reni, Izmaïl et Chilia nouă ; les trois dernières sont aussi des ports sur le Danube, donnant accès à la navigation maritime.
Moldavie et Valachie s'unirent trois ans plus tard pour former la Roumanie. Arguant de ce changement, l'Empire russe ne s'estime plus lié par les obligations du traité de Paris de 1856 et, après la guerre russo-turque de 1877-1878, exige de son alliée la Roumanie la restitution de la Bessarabie méridionale. Là encore, lors des âpres négociations qui ont lieu au Congrès de Berlin avec la Prusse, l'Autriche, l'Empire britannique, l'Empire russe et l'Empire ottoman, la France représente les intérêts roumains par l'entremise de l'archéologue Victor Place, alors consul français à Iași, car les représentants roumains n'étaient pas admis à participer aux négociations. La Russie obtenant satisfaction sur la Bessarabie méridionale, Victor Place insiste pour qu'en compensation, la Roumanie reçoive la reconnaissance internationale de son indépendance vis-à-vis de l'Empire ottoman, et un territoire pris à celui-ci, moins fertile mais un peu plus étendu que le territoire cédé, et donnant également accès à la mer Noire : la Dobroudja avec les bouches du Danube et l'île des Serpents, soit une superficie de 15 908 kilomètres carrés.
L'influence française en Roumanie est par ailleurs, encore aujourd'hui, facilement reconnaissable dans la législation roumaine, dans les œuvres littéraires comme dans l'approche administrative, dans l'enseignement ou dans la vie sociale, mais surtout dans le statut longtemps privilégié de la langue française. Un exemple : le Code civil roumain, promulgué en 1864 lors du référendum constitutionnel roumain, a eu comme modèle le code civil Napoléon (adopté également en Espagne, en Italie, en Grèce). Lors de la recodification du droit civil roumain au XXIe siècle, le Code civil du Québec, qui conserve une forte inspiration française, est sélectionné pour servir de modèle.
Durant les événements jalonnant ultérieurement l'histoire des deux pays, ils se trouvèrent à plusieurs reprises alliés, liés ou cobelligérants, durant la Première Guerre mondiale à partir de 1916, durant la guerre contre les bolcheviks hongrois et russes en 1919, à travers la Petite Entente entre les deux guerres mondiales, et durant la Seconde Guerre mondiale, d'abord aux côtés de l'Axe entre les deux régimes Pétain et Antonescu de 1940 à 1944, ensuite aux côtés des Alliés de l'été 1944 à mai 1945 entre la France libre et le gouvernement Sănătescu. C'est pourquoi ni les Français expatriés en Roumanie, ni les Roumains de France (parmi lesquels Emil Cioran et Eugène Ionesco, attaché de presse à l’ambassade de Roumanie en France, à Vichy) ne sont inquiétés pendant la Seconde Guerre mondiale, et les relations diplomatiques officielles ne s'interrompent pas.

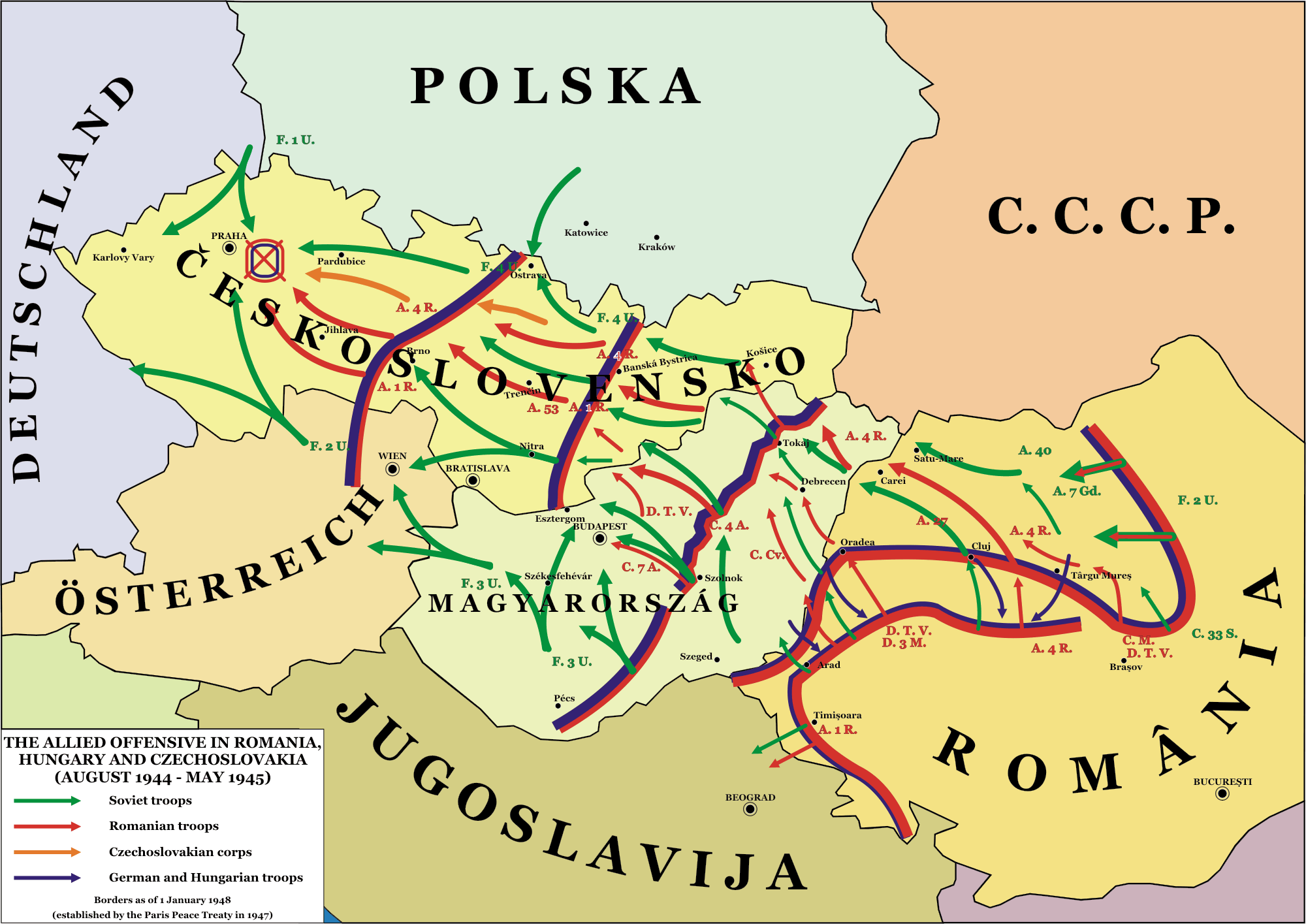
En rouge, la guerre de la Roumanie contre l'Axe du côté Allié du 24 août 1944 au 7 mai 1945 aux côtés des armées soviétiques (en vert).

À l'issue de la Première Guerre mondiale (durant laquelle la mission Berthelot a épaulé l'armée roumaine), au moment où la commission « Lord » s'est mise à tracer les nouvelles frontières en 1918-1919 à travers ce qui avait été l'empire d'Autriche-Hongrie, le géographe français Emmanuel de Martonne a veillé à ce que la voie ferrée stratégique reliant les trois alliés de la France (Roumanie, Tchécoslovaquie et Yougoslavie : la « petite Entente ») soit du côté roumain de la frontière entre la Hongrie et la Roumanie au nom du « principe de viabilité ». À partir de la deuxième moitié des années 1920, à la suite des accords de Locarno, la France accorde progressivement sa garantie officielle à ses trois alliés d'Europe centrale. Le 16 octobre 1925, une alliance militaire est signée avec Prague, suivie le 10 juin 1926 d'un texte similaire avec la Roumanie. En novembre 1926, c'est au tour de la Yougoslavie de prendre le même chemin. Paul Morand dans son roman Bucarest appelle la capitale roumaine « le petit Paris des Balkans ».
À l'issue de la Seconde Guerre mondiale, à Paris, au moment du traité de paix de 1947, c'est aussi en partie grâce à l'appui de la diplomatie française (en la personne de Maurice Couve de Murville) que la campagne militaire roumaine contre l'Allemagne nazie aux côtés des Soviétiques est prise en compte, ce qui se traduit par l'annulation du deuxième arbitrage de Vienne de 1940, et la restitution à la Roumanie de la Transylvanie du Nord. Après 1947 en revanche, France et Roumanie se trouvèrent dans des sphères d'influence différentes : capitaliste à économie de marché, pluralisme politique et politique étrangère pro-atlantique pour la France, communiste à économie planifiée d'État, parti unique autoritaire et politique étrangère alignée sur l'URSS pour la Roumanie.
Ce qui ne les empêcha pas de maintenir des relations cordiales, Nicolae Ceaușescu se rendant à deux reprises à Paris, et Charles de Gaulle, hué à Paris en mai 1968, se rendant alors à Bucarest où il fut sincèrement acclamé par les Roumains : les deux chefs d'État cultivaient à ce moment, chacun de son côté du « rideau de fer », une image de leader indépendant traçant sa propre voie sur l'échiquier géopolitique.
À la suite de la chute de la dictature et du rideau de fer, les années 1989-1991 sont une période d'intense reprise des relations franco-roumaines, avec le rétablissement de la démocratie, de l'économie de marché, des relations culturelles libres et de la libre-circulation des biens et des personnes ; durant cette période, c'est le président français Mitterrand qui rendit une visite d'État à son homologue roumain Ion Iliescu. Dès lors, la France tenta de retrouver son influence prépondérante en Roumanie, avant même que cette dernière ne soit admise dans l'union européenne en 2007. Mais ces efforts se heurtèrent à trois facteurs défavorables : générationnel, culturel et économique.
Du point de vue générationnel, les anciennes élites francophiles roumaines sont précisément celles que le régime communiste a persécutées et décimées.
Du point de vue culturel, la circulation désormais libre des informations et des idées entre les deux pays ouvre aux Roumains l'espace médiatique francophone, où ils découvrent une image souvent péjorative de la Roumanie à base d'amalgames, de clichés, de phobies et de préjugés, mettant en exergue Dracula (mythe qui n'est d'ailleurs pas roumain), Antonescu (le « Pétain roumain » comme il se définissait lui-même), la Shoah (qui occulte l'histoire des Juifs en Roumanie, si ancienne et si riche), les orphelinats de Ceaușescu (souvent présenté comme un dictateur nationaliste, alors qu'il était communiste et que la dictature avait commencé bien avant son accession au pouvoir) ou encore l'émigration de certains Roms de Roumanie cherchant un sort meilleur en Occident,,,.
Du point de vue économique, les investisseurs et les touristes anglophones et germanophones vinrent bien plus nombreux que les francophones, et par ailleurs, à travers le monde, l'anglais est désormais dominant.
De ces trois facteurs, il découle une perte de vitesse du français face à l'anglais, à présent première langue universitaire, et l'atténuation de l'ancienne forte francophilie des Roumains. L'influence française se fond aujourd'hui dans l'influence ouest-européenne, mais la Roumanie reste membre de l'Organisation internationale de la francophonie.

## Économie
Les échanges commerciaux entre la France et la Roumanie sont importants et diversifiés depuis la naissance de l'État roumain, mais plus particulièrement encore depuis l'adhésion de la Roumanie à l'Union européenne en 2007. Le pays affiche également la volonté de rejoindre la zone euro.
En 2016, les échanges commerciaux bilatéraux se sont élevés à plus de 7 milliards d’euros.
La France est le 3e destinataire des exportations roumaines et le 4e fournisseur de la Roumanie avec une part de marché de presque 6 %. La France est aussi le 5e plus gros investisseur étranger en Roumanie, avec un stock de 4,2 milliards d’euros. On recense officiellement, en 2016, 2 300 entreprises françaises employant plus de 90 000 personnes.

## Visites d'État

### Visites en Roumanie
- mai 1968 : visite du président français Charles de Gaulle[33].
- juin 1979 : visite du président français Valéry Giscard d'Estaing[34].
- avril 1991 : visite du président français François Mitterrand[35].
- février 1997 : visite du président français Jacques Chirac[36].
- février 2008 : visite du président français Nicolas Sarkozy[37].
- septembre 2016 : visite du président français François Hollande[38].
- mai 2019 : visite du président français Emmanuel Macron à l'occasion de la journée de l'Europe[39].

### Visites en France
- juin 1970 : visite du président roumain Nicolae Ceaușescu[40].
- juillet 1980 : visite du président roumain Nicolae Ceaușescu[41].
- novembre 1991 : visite du président roumain Ion Iliescu[42].
- 1992 : visite du président roumain Ion Iliescu[42].
- 1994 : visite du président roumain Ion Iliescu[42].
- 1995 : visite du président roumain Ion Iliescu[42].
- 1997 : visite du président roumain Emil Constantinescu[42].
- 1999 : visite du président roumain Emil Constantinescu[42].
- 2003 : visite du président roumain Ion Iliescu[42].
- novembre 2005 : visite du président roumain Traian Băsescu[42].
- février 2015 : visite du président roumain Klaus Iohannis[43].

### Visites conjointes
Le 16 juin 2022, le président roumain Klaus Iohannis, le président français Emmanuel Macron, ainsi que le chancelier allemand Olaf Scholz et le chef du gouvernement italien Mario Draghi se sont rendus simultanément à Kiev, accompagnés par l'ambassadeur de France en Ukraine Étienne de Poncins, pour évoquer le soutien coordonné de leurs pays respectifs face à l'invasion russe de l'Ukraine.